# مناورات الرميح
مناورات الرميح أو (بالإنجليزية: Romaih Maneuvers)‏ هي مناورات عسكرية تجريها القوات المسلحة السعودية.

## المناورات المنفذة
- الرميح 1 : أقيمت فعاليات المناورة في 12 يوليو 2011.[2]
- الرميح 2 : أقيمت فعاليات المناورة في 10 ديسمبر 2012.[3]